# Corey Hart

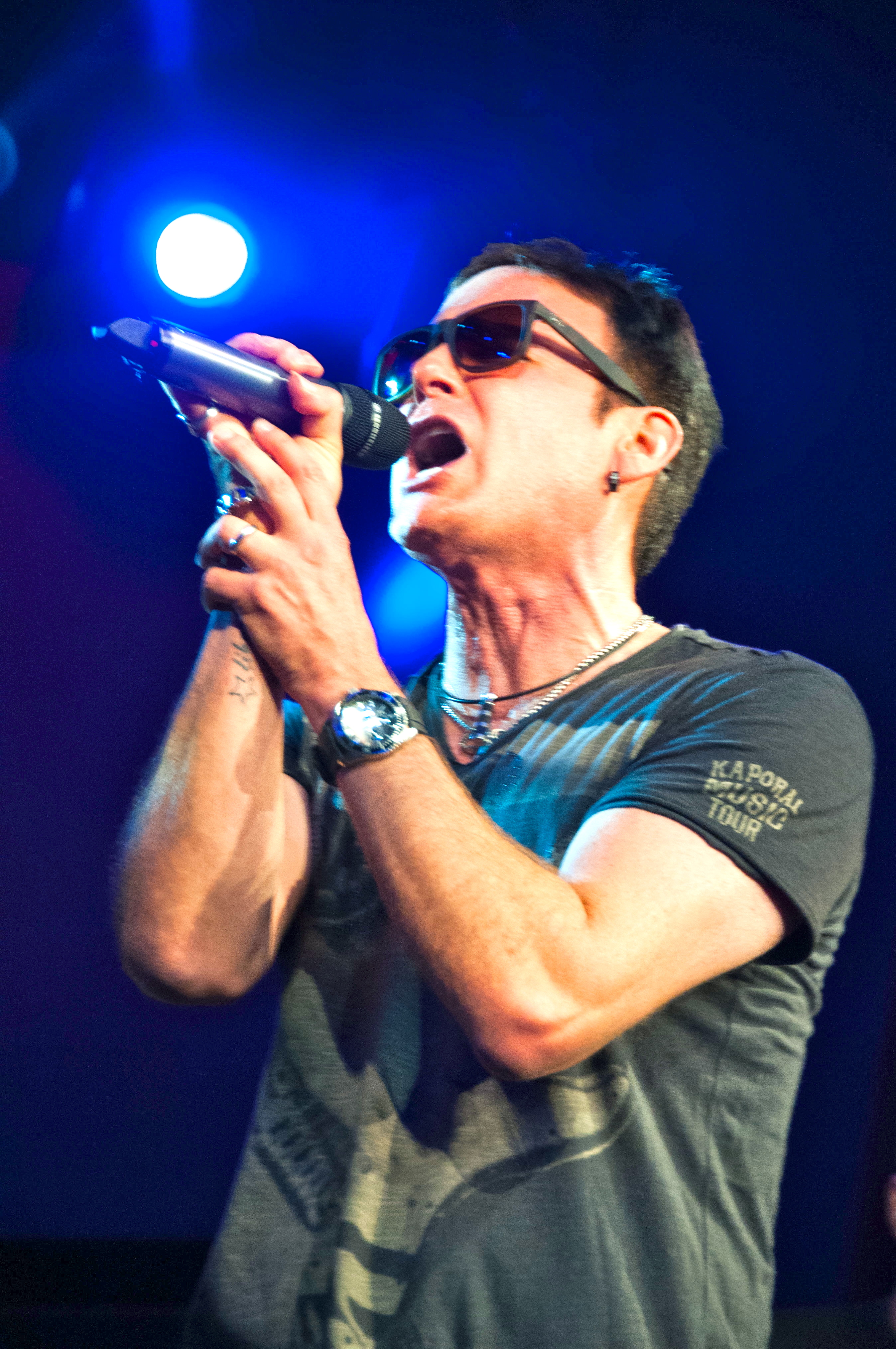
Corey Hart in Toronto (2012)

Corey Mitchell Hart (* 31. Mai 1962 in Montreal) ist ein kanadischer Pop- und Rockmusiker, der vor allem in den 1980er Jahren populär war. In dieser Zeit verkaufte er weltweit etwa 16 Millionen Platten. Sein bekanntester und erfolgreichster Song ist Sunglasses at Night aus dem Jahr 1983.

## Biografie

### Anfänge und Karriere in den 1980ern
Der in der kanadischen Provinz Québec geborene Corey Hart wuchs in Spanien und Mexiko sowie im US-Bundesstaat Florida auf. Mit 17 Jahren zog es ihn nach New York, wo er mit Billy Joels Begleitband Freundschaft schloss. Nach seiner Rückkehr in die Geburtsstadt Montreal bekam Hart seinen ersten Plattenvertrag bei Aquarius Records.
Beim 11. World Popular Song Festival 1980 in Tokio vertrat er Kanada mit dem Song Trudy Blue.
Sein erster Hit, die Eigenkomposition Sunglasses at Night, erreichte Platz 21 in Deutschland und Platz 7 in den USA. Das dazugehörige und 1983 erschienene Debütalbum First Offense wurde in Kanada und den USA ein Erfolg. Die zweite Auskopplung It Ain’t Enough platzierte sich auf Platz 17 in den US-Charts.
Das 1985 folgende Album Boy in the Box, das wie sein Vorgänger von Jon Astley und Phil Chapman produziert wurde, platzierte sich in den deutschen Albumcharts auf Platz 59 und in den Vereinigten Staaten auf Platz 20. In Kanada wurde es sein erstes Nummer-eins-Album, es hielt sich 9 Wochen an der Spitze und wurde mit Diamant für eine Million verkaufte Exemplare ausgezeichnet. Die Single Never Surrender erreichte 1985 ebenfalls Platz 1 und stieg auf Platz 37 in Deutschland und sogar auf Platz 3 der Billboard Hot 100. Der anschließend ausgekoppelte Titelsong des Albums erreichte im selben Jahr Platz 26, die Folgesingle Everything in My Heart kurze Zeit später Platz 30 in den USA. Ebenfalls 1985 wurde Corey Hart in seiner Heimat mit dem Juno Award als bester Newcomer ausgezeichnet.

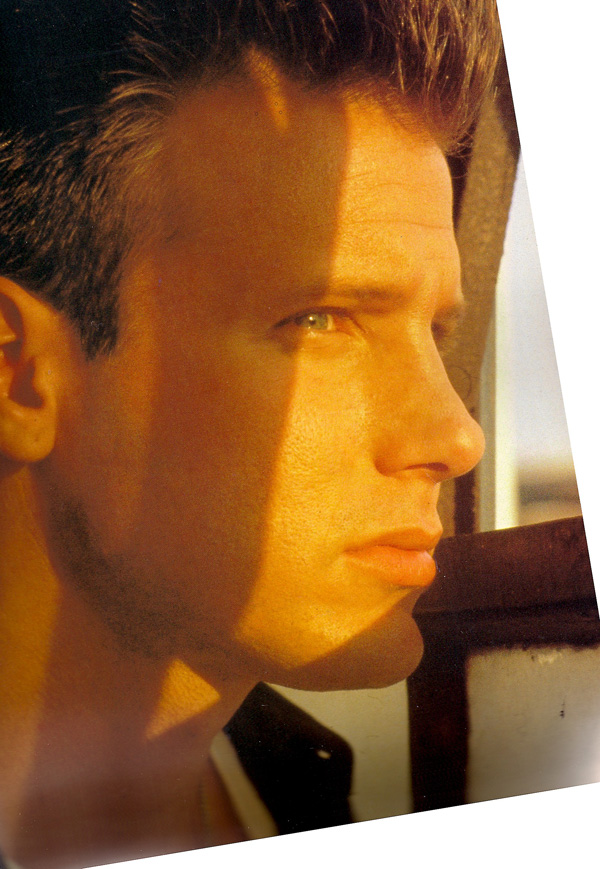
Corey Hart, 1990

Er wurde als möglicher Hauptdarsteller des Filmes Zurück in die Zukunft von 1985 in Erwägung gezogen. Die Rolle ging jedoch an Michael J. Fox. Eine Schauspielkarriere blieb Corey verwehrt.
Das dritte Album des Kanadiers kam 1986 in den Handel und stieg in den US-Album-Charts bis auf Platz 55. Daraus wurden drei Lieder zu Hits. Zunächst erschien I Am by Your Side, das Platz 18 in den USA erreichte. Es folgte Harts Coverversion des Elvis-Presley-Hits Can’t Help Falling in Love, der es auf Platz 24 der Billboard Hot 100 schaffte. Die dritte Auskopplung Dancin’ with My Mirror kam nicht über Platz 88 hinaus.
Das 1987er Album Young Man Running erreichte nur noch Platz 121 der Billboard 200. Lediglich das darauf enthaltene Lied In Your Soul schaffte eine Notierung auf Platz 38 der US-Singlecharts. Mit Platz 37 platzierte sich die 1990er Single A Little Love nur wenig besser, auch das dazugehörige Album erklomm im selben Jahr nur noch Platz 137 der Billboard-Album-Charts. Sowohl das 1996er Album Corey Hart als auch dessen 1998er Nachfolger Jade verfehlten, ebenso wie die ausgekoppelten Singles, eine Chartplatzierung.
1995 lernte Corey Hart die frankokanadische Sängerin Julie Masse kennen, um an ihrem ersten englischsprachigen Album mitzuarbeiten. Sie wurden ein Paar (sie heirateten erst 2000) und mit dem ersten gemeinsamen Kind ließen sie sich in Nassau, der Hauptstadt der Bahamas, nieder. Masse beendete ihre Karriere und nach zwei weiteren Kindern zog sich auch Hart 1999 weitgehend aus dem Musikgeschäft zurück.

### Späte Karriere und Comeback 2019
In den folgenden Jahren stellte Hart sich nur sporadisch für Remixe und Gastbeiträge zur Verfügung. Dazu gab es auch den ein oder anderen Auftritt bei verschiedenen Gelegenheiten und Anlässen. Er gründete 2003 sein eigenes Label Siena Records, aber erst ab 2011 nahm er zwei Musiker unter Vertrag. Daneben stellte er durch seine Aktivitäten in den sozialen Medien fest, dass er noch immer eine große Fangefolgschaft hatte, und entschloss sich zu einem offiziellen Abschiedskonzert 2014 in seiner Heimatstadt Montreal. Das Centre Bell war mit 13.500 Zuschauern ausverkauft und er spielte vier Stunden lang bis nach Mitternacht 38 Songs. Außerdem veröffentlichte er eine Autobiografie und das Album Ten Thousand Horses mit Demo-Songs und Aufnahmen mit seiner Frau und Jane Siberry.
2016 durfte sich Hart mit einem Stern auf dem kanadischen Walk of Fame in Toronto verewigen. Ein Jahr später lernte er im Rahmen derselben Veranstaltung den Produzenten Bob Ezrin kennen und freundete sich mit ihm an. Daraus entwickelte sich wieder neues Interesse an der Musik und an neuen Songs. Dazu bekam er ein Angebot für eine eigene Stadiontour in Kanada. Im März 2019 wurde er in die Canadian Music Hall of Fame aufgenommen. Zwei Monate später veröffentlichte er das Minialbum Dreaming Time Again mit acht neuen eigenen Songs. Es stieg auf Anhieb auf Platz 1 der kanadischen Charts ein. Im Anschluss folgt die Kanada-Tour, gefolgt von zwei Auftritten in Japan.

## Diskografie

### Alben
| Jahr | Titel             | Höchstplatzierung, Gesamtwochen, AuszeichnungChartplatzierungen (Jahr, Titel, Platzierungen, Wochen, Auszeichnungen, Anmerkungen) | Höchstplatzierung, Gesamtwochen, AuszeichnungChartplatzierungen (Jahr, Titel, Platzierungen, Wochen, Auszeichnungen, Anmerkungen) | Anmerkungen                                                                 |
| Jahr | Titel             | DE | US | Anmerkungen                                                                 |
| ---- | ----------------- | --- | --- | --------------------------------------------------------------------------- |
| 1983 | First Offense     | — | US31 Gold · (36 Wo.)US | Erstveröffentlichung: 1983                                                  |
| 1985 | Boy in the Box    | DE59 (2 Wo.)DE | US20 Gold · (37 Wo.)US | Erstveröffentlichung: 14. Juni 1985 Charteintritt DE erst im September 1985 |
| 1987 | Fields of Fire    | — | US55 Gold · (27 Wo.)US | Erstveröffentlichung: Oktober 1986                                          |
| 1988 | Young Man Running | — | US121 (8 Wo.)US | Erstveröffentlichung: 24. August 1988                                       |
| 1990 | Bang!             | — | US134 (5 Wo.)US | Erstveröffentlichung: 22. März 1990                                         |

Weitere Alben
- 1992: Attitude & Virtue
- 1996: Corey Hart (auch als Black Cloud Rain erschienen)
- 1998: Jade
- 2014: Ten Thousand Horses
- 2019: Dreaming Time Again (EP, Platz 1 in Kanada)

### Kompilationen
- 1988: 1984–1987 Special D. J. Copy
- 1991: The Singles: Part One 1983–1990
- 1995: Sunglasses at Night
- 1997: The Best of Corey Hart
- 2002: Classic Masters

### Singles
| Jahr | Titel Album                               | Höchstplatzierung, Gesamtwochen, AuszeichnungChartplatzierungen (Jahr, Titel, Album, Platzierungen, Wochen, Auszeichnungen, Anmerkungen) | Höchstplatzierung, Gesamtwochen, AuszeichnungChartplatzierungen (Jahr, Titel, Album, Platzierungen, Wochen, Auszeichnungen, Anmerkungen) | Anmerkungen                          |
| Jahr | Titel Album                               | DE | US | Anmerkungen                          |
| ---- | ----------------------------------------- | --- | --- | ------------------------------------ |
| 1983 | Sunglasses at Night First Offense         | DE21 (15 Wo.)DE | US7 (23 Wo.)US | Erstveröffentlichung: 1983           |
| 1984 | It Ain’t Enough First Offense             | — | US17 (19 Wo.)US | Erstveröffentlichung: April 1984     |
| 1985 | Never Surrender Boy in the Box            | DE37 (8 Wo.)DE | US3 (20 Wo.)US | Erstveröffentlichung: Mai 1985       |
| 1985 | Boy in the Box                            | — | US26 (12 Wo.)US | Erstveröffentlichung: August 1985    |
| 1985 | Everything in My Heart Boy in the Box     | — | US30 (15 Wo.)US | Erstveröffentlichung: November 1985  |
| 1986 | I Am by Your Side Fields of Fire          | — | US18 (13 Wo.)US | Erstveröffentlichung: September 1986 |
| 1986 | Can’t Help Falling in Love Fields of Fire | — | US24 (14 Wo.)US | Erstveröffentlichung: Dezember 1986  |
| 1987 | Dancin’ with My Mirror Fields of Fire     | — | US88 (3 Wo.)US | Erstveröffentlichung: Februar 1987   |
| 1988 | In Your Soul Young Man Running            | — | US38 (10 Wo.)US | Erstveröffentlichung: Mai 1988       |
| 1990 | A Little Love Bang!                       | — | US37 (11 Wo.)US | Erstveröffentlichung: März 1990      |

Weitere Singles
- 1983: She Got the Radio
- 1984: Lamp at Midnite
- 1985: Eurasian Eyes
- 1985: Rudolph, the Red-Nosed Reindeer
- 1986: Angry Young Man
- 1986: Young Man Running
- 1986: Take My Heart
- 1987: Too Good to Be Enough
- 1987: Fields of Fire Interview
- 1988: Spot You in a Coalmine (mit Ruby Turner)
- 1988: Still in Love
- 1989: Don’t Take Me to the Racetrack
- 1990: Bang! (Starting Over)
- 1992: 92 Days of Rain
- 1992: Baby When I Call Your Name
- 1992: Always
- 1993: Original Aim
- 1994: Hymn to Love
- 1996: Black Cloud Rain
- 1996: Third of June
- 1997: Tell Me
- 1998: Là-bas
- 1998: So Visible
- 1999: Break the Chain
- 2012: Truth Will Set U free (1Love feat. Corey Hart)
- 2013: Night Visions (Sunglasses) (Papercha$er feat. Corey Hart)
- 2014: Ten Thousand Horses (feat. Jane Siberry; VÖ: 8. April)
- 2018: Another December
- 2019: Dreaming Time Again
- 2023: Dinosaurs

## Auszeichnungen für Musikverkäufe
| Goldene Schallplatte - Kanada - 1986: für die Single Everything in My Heart - 1987: für die Single Can’t Help Falling in Love Platin-Schallplatte - Kanada - 1985: für die Single Never Surrender - 1988: für das Album Young Man Running - 1997: für das Album Corey Hart | 2× Platin-Schallplatte - Kanada - 1986: für das Album Fields of Fire 3× Platin-Schallplatte - Kanada - 1985: für das Album First Offense Diamantene Schallplatte - Kanada - 1986: für das Album Boy in the Box |

Anmerkung: Auszeichnungen in Ländern aus den Charttabellen bzw. Chartboxen sind in ebendiesen zu finden.
| Land/RegionAuszeichnungen für Musikverkäufe (Land/Region, Auszeichnungen, Verkäufe, Quellen) | Gold     | Platin     | Diamant  | Verkäufe  | Quellen         |
| -------------------------------------------------------------------------------------------- | -------- | ---------- | -------- | --------- | --------------- |
| Kanada (MC)                                                                                  | 2× Gold2 | 8× Platin8 | Diamant1 | 1.900.000 | musiccanada.com |
| Vereinigte Staaten (RIAA)                                                                    | 3× Gold3 | —          | —        | 1.500.000 | riaa.com        |
| Insgesamt                                                                                    | 5× Gold5 | 8× Platin8 | Diamant1 |           |                 |